# Scharren bei Dockendorf
Das Naturschutzgebiet Scharren bei Dockendorf liegt im Eifelkreis Bitburg-Prüm in Rheinland-Pfalz. Das etwa 5 ha große Gebiet, das im Jahr 1983 unter Naturschutz gestellt wurde, erstreckt sich südlich der Ortsgemeinde Dockendorf. Unweit westlich und nördlich verläuft die Kreisstraße 16 und östlich die K 17. Unweit östlich fließt die Nims. 
Zweck der Unterschutzstellung ist die Erhaltung der Keuperkuppe mit ihren Hängen aus geologischen Gründen und als Lebensraum seltener in ihrem Bestand bedrohter Tier- und Pflanzenarten.